# Michael Wittmann
Michael Wittmann (Vogelthal, 22 aprile 1914 – Saint-Aignan-de-Cramesnil, 8 agosto 1944) è stato un militare tedesco delle Waffen-SS, è uno dei più famosi e decorati comandanti di carri armati tedeschi della seconda guerra mondiale.

## Carriera
Nato a Vogelthal, frazione del comune di Dietfurt an der Altmühl (Baviera), da una famiglia di contadini, nel 1937, dopo aver svolto il servizio militare, si arruolò nelle SS, entrando a far parte della "Leibstandarte". La sua notevole prestanza fisica e il suo coraggio, dimostrato a più riprese al comando di un autoblindo dell'unità di ricognizione della "Leibstandarte", ne determinarono l'assegnazione al comando di uno dei primi cannoni d'assalto Sturmgeschütz III all'unità delle SS.
Nei primi giorni dell'invasione dell'Unione Sovietica nel 1941, Wittmann si trovò con il suo Sturmgeschütz III isolato dal proprio reparto mentre sopraggiungeva una colonna di carri nemici; il terreno ondulato permetteva comunque al semovente tedesco di non essere scorto dai russi: Wittmann ne approfittò per tendere un'imboscata all'unità nemica, riuscendo a distruggere tre dei sei mezzi corazzati sovietici, prima di ritornare al proprio reparto. In seguito, durante i furiosi combattimenti per la conquista di Rostov nell'autunno del 1941, Wittmann rimase ferito due volte.
La sua abilità e il suo coraggio gli valsero l'ammissione alla SS-Junkerschule di Bad Tölz, dalla quale Wittmann uscì il 21 dicembre 1942 con il grado di SS-Untersturmführer.

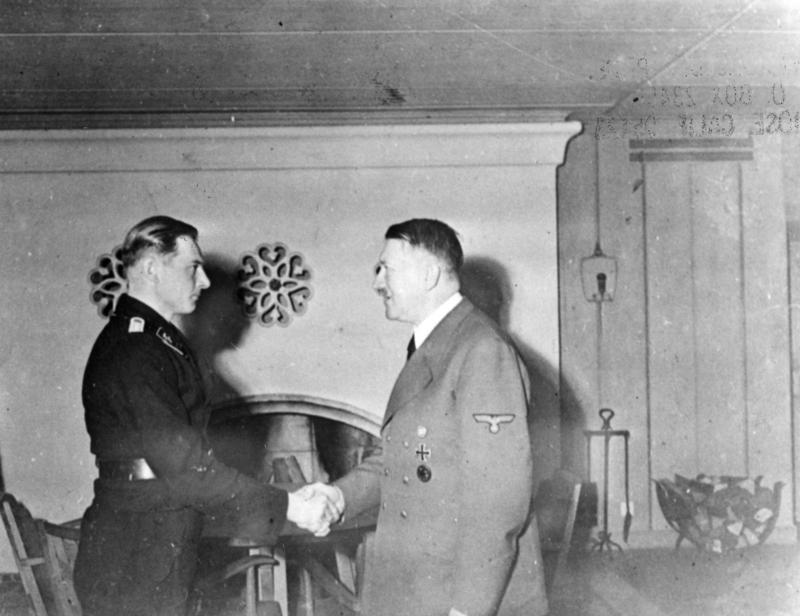
30 gennaio 1944: Wittmann a Berlino con Adolf Hitler

Nel frattempo la "Leibstandarte" aveva ricevuto una compagnia di carri Panzer VI Tiger I. Trasferito allo Schwere SS-Panzerabteilung 101, Wittmann si distinse ben presto come il più temibile cacciatori di carri dell'unità. Agli inizi del 1943 nel settore di Belgorod, dopo soltanto cinque giorni di combattimento, Wittmann era riuscito a distruggere 30 carri T-34 e 28 cannoni anticarro russi. Il 9 gennaio 1944, dopo aver distrutto il 66° carro, fu proposto per la Croce di Cavaliere che gli venne consegnata il 14 gennaio successivo, quando, nel frattempo aveva portato a 88 il numero di carri distrutti, il che gli valse, il 30 gennaio, le foglie di quercia.
Assunto il comando della seconda compagnia dell'unità Tiger del I SS-Panzerkorps, Wittmann assunse fama internazionale il 13 giugno 1944, quando in appena un'ora distrusse 21 carri armati e altri 28 veicoli blindati della 7th Armoured Division britannica, presso il villaggio di Villers-Bocage.
Il mese successivo, l'8 agosto, durante l'operazione Totalise, Wittmann morì insieme ad altri quattro membri del suo equipaggio, dopo essere riuscito a distruggere un totale di 139 carri durante tutta la durata della guerra.
Diverse sono le teorie circa la morte di Wittmann: da un lato si sostiene che il suo carro sia stato colpito da un carro Sherman Firefly della 33rd Armoured Brigade; altre fonti sostengono che il carro sia stato colpito da un razzo lanciato da un Hawker Typhoon.

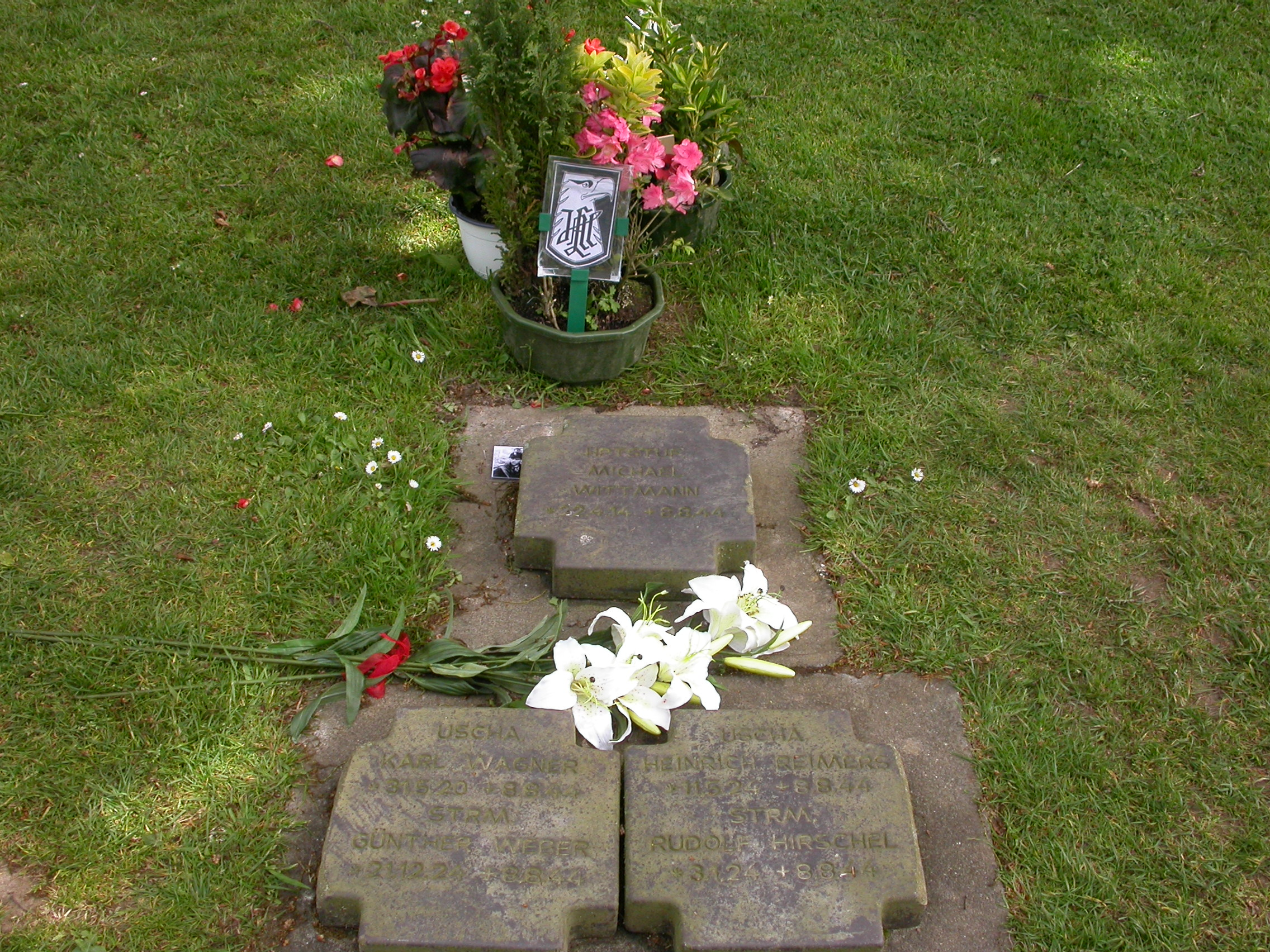
La tomba di Wittmann e dell'equipaggio del Tiger 007 a La Cambe

Recenti ricerche di storici USA hanno accertato che Wittmann avanzava con il suo Tiger matricola 007 insieme ad altri tre carri della sua unità, disposti a 300 m sul suo fianco destro. I Firefly inglesi della Yeomanry presenti sul fianco a circa 700 m hanno distrutto questi tre carri, ma non quello di Wittmann che si trovava a 1000 m di distanza, una lunghezza improbabile per i Firefly che avevano contro i Tiger una distanza efficace non superiore agli 800 m. Anche l'ipotesi del Typhoon viene considerata poco attendibile per l'esistenza di una foto del relitto che mostra come il Tiger 007 sia stato colpito da un proiettile nella zona posteriore del fianco sinistro: la penetrazione ha causato l'esplosione del carburante e delle munizioni di scorta che ha divelto la torretta proiettandola verso l'alto. Se il colpo fosse stato inferto dal razzo di un Typhoon, paragonabile come potenza di fuoco ad un proiettile navale, tutta la sezione posteriore del carro sarebbe stata distrutta come invece non è stato. Inoltre dalle foto si rileva che il colpo distruttivo non sia arrivato dall'alto come dovrebbe essere nel caso di attacco aereo.
Il mistero sembra essere stato risolto con l'attribuzione della distruzione ad una unità corazzata canadese di Sherbrookes appostata su fianco in posizione perfettamente protetta alla vista da un muro di una fattoria a soli 150 m dal Tiger di Wittmann.
È considerato una leggenda in Germania ed è talvolta conosciuto come il "Barone Nero", chiaro riferimento al Barone Rosso Manfred von Richtofen.
È stato sepolto in Francia nel cimitero militare tedesco di La Cambe.